# Есмералда (окръг)
Вижте пояснителната страница за други значения на Есмералда.
Окръг Есмералда (на английски: Esmeralda County) е окръг в щата Невада, Съединени американски щати. Площта му е km², а населението – 790 души (2016). Административен център е град Голдфийлд.